# フグレイク
フグレイク（古ノルド語：Hugleikr、ラテン語：Chochillaicus、? - 521年ごろ）は、『ベーオウルフ』によるとイェーアト族の王（ヒイェラーク）。ヨーロッパの文献にみられる、最初のデンマークの王である。

## 概要
トゥールのグレゴリウス（538年 - 594年）は、彼の著した書物の中でフグレイクの名を挙げている。現在のデンマーク辺りを支配していたと思われる王である。
フグレイクは、520年ごろ、船団を率いてフランク王国の北部沿岸を襲撃したとされている。
この王を初めとして、9世紀までの王や10世紀初頭のスウェーデン人王朝の王のいずれも、現在まで存続しているデンマークの王朝との繋がりは認められない。現在のデンマーク王朝の系統は、初代ゴーム王（在位：936年頃 - 958年）の父のハーデクヌーズ1世から始まる。